# Chouriço de ossos de Vinhais
O chouriço de ossos é um enchido (chouriço) tradicional fumado, produzido no município de Vinhais, na região de Trás-os-Montes (nordeste de Portugal). É também conhecido por butelo( também grafado «botelo») bulho ou palaio e pode-se encontrar noutras localidades da região.
As denominações botelo e butelo provêm do latim vulgar bottellus, que significa "tripa".
Desde 26 de julho de 2008 as denominações Butelo de Vinhais IGP, Bucho de Vinhais IGP e Chouriço de Ossos de Vinhais IGP têm Indicação Geográfica Protegida pela União Europeia (UE).

## Ingredientes
Para além da carne de porco, a sua confecção envolve ingredientes um pouco diferentes da generalidade dos enchidos. Entre eles contam-se os ossos e as cartilagens das costelas e das vértebras do porco. 

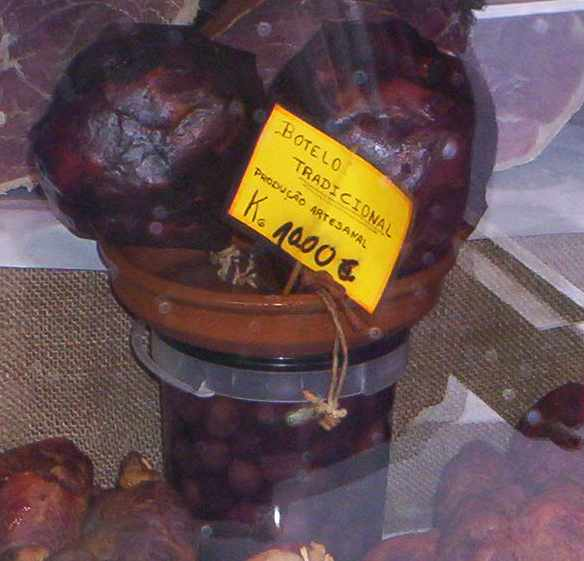
Botelo numa montra em Mirandela

Os condimentos normalmente utilizados são o sal, o alho, o louro e, por vezes, vinho branco ou tinto da região.
Como invólucro, podem ser usados a tripa, o estômago ou a bexiga.

## Aspecto
Pode assumir uma forma redonda, cilíndrica ou oval, sendo a sua dimensão variável, de acordo com o invólucro usado. A presença de ossos no seu interior é perceptível na parte de fora. O interior é composto por uma massa heterogénea, na qual é possível observar ossos, cartilagens, carne e gordura.
A sua cor exterior é castanha, com tonalidades variando entre o amarelado, o avermelhado e o castanho escuro. Por seu lado, a cor interior varia entre diversas tonalidades de castanho.
O diâmetro é, também, variável, sendo normal assumir valores entre 10 cm a 20 cm.
O seu peso pode variar entre 1 kg e 2 kg.

## Consumo
Deve ser consumido após uma cozedura lenta, de cerca de duas horas, em lume brando.

## Agrupamento gestor
O agrupamento gestor das indicações geográficas protegidas "Butelo de Vinhais", "Bucho de Vinhais" e "Chouriço de Ossos de Vinhais" é a ANCSUB - Associação Nacional de Criadores de Suínos da Raça Bísara.